# Carlos Lobo de Ávila
Carlos de Orta Lobo de Ávila (* 17. März 1860 in Lissabon, Portugal; † 9. September 1895 in Sintra Portugal) war ein portugiesischer Aristokrat, Politiker, Journalist und Schriftsteller. Er war Außenminister von Portugal.

## Leben und Wirken
Carlos de Orta Lobo de Ávila entstammte niederen adligen Verhältnissen. Mit achtzehn Jahren veröffentlichte er seine erste literarische Veröffentlichung, ein Reisebuch, für das Pinheiro Chagas das Vorwort schrieb.
Er studierte in Coimbra Rechtswissenschaften und war Mitglied der Studentenvereinigung Os vencidos de vida (Die vom Leben besiegten), der bedeutendsten Studentenvereinigung in der Geschichte Portugals. Er schrieb außerdem für diverse Partei- und Politikzeitungen und gründete die Zeitung Tempo 1889, bei der er auch Direktor war.
Bereits 1884 wurde er zum Abgeordneten der Cortes gewählt. Er war vom 20. Dezember 1893 bis zum 1. September 1894 Minister für Handel, öffentliche Bauten und Industrie unter der Regierung von Hintze Ribeiro. Ab dem 1. September 1894 wurde er dann unter Hintze Ribeiro Außenminister des Königreiches Portugal. Das Amt bekleidete er bis zu seinem Tod.
Der exzentrische Politiker war mit dem Schriftsteller Joaquim Pedro de Oliveira Martins befreundet und ein guter Freund von Portugals König Karl I. von Portugal und Algarve, für den er auch dessen Reden schrieb.
Der homosexuelle Lobo de Avila wurde allgemein spöttisch Carlotinha (kleiner Karl oder Karlchen) genannt. Er galt als tragische Figur und als gescheiterter Exzentriker. In Lissabon ist eine Straße nach ihm benannt.
Carlos de Orta Lobo de Avila starb am 9. September 1895 im Alter von 35 Jahren. Beigesetzt ist er auf dem Cemitério dos Prazeres in Lissabon. 